# Прамот, Сени
Се́ни Прамо́т (тайск. เสนีย์ ปราโมช; род. 26 мая 1905, провинция Накхонсаван — 28 июля 1997, Бангкок) — государственный и политический деятель Таиланда, трижды занимал пост премьер-министра (1945—1946, в 1975 и 1976 годах), член королевской династии (потомок короля Рамы II), носящий наследственный титул «мом раджавонг» (или «мом ратчавонг», тайск. หม่อมราชวงศ์). Самый молодой премьер-министр в истории Таиланда (в 41 год).

## Биография
Родился в аристократической семье, его отец — принц Хамроб. Окончил Суан-Кулабский колледж в Бангкоке и факультет права Вустер-колледжа Оксфордского университета, бакалавр права. В период 1933—1940 годов работал в министерстве юстиции, был адвокатом, одновременно преподавал в столичных Таммасатском и Чулалонгкорнском университетах. Работал в Верховном и Верховном гражданском судах, министерстве иностранных дел.
В начале 1941 года получил назначение послом в США. Отказался подчиниться указанию нового, прояпонского правительства объявить войну странам антигитлеровской коалиции. После этого правительство США подтвердило его право представлять Таиланд и предоставило ему возможность распоряжаться замороженными счетами таиландского правительства. Находясь в Вашингтоне, возглавил антияпонское движение «Сери Тхай» («Свободный Таиланд»).
Японские войска вторглись в Таиланд рано утром 8 декабря 1941 года, вскоре после нападения на Соединённые Штаты в Перл-Харборе, Гавайи. Премьер-министр, фельдмаршал Плейк Фибунсангхрам, в полдень назначил перемирие, заключив перемирие, которое позволило японцам использовать тайские военные объекты в их вторжении в Малайю и Бирму. 21 декабря был заключён официальный военный союз с Японией.
Правительство Фибунсангхрама объявило войну Великобритании и Соединённым Штатам 25 января 1942 года. Хотя посол Таиланда в Лондоне передал от Таиланда заявление о войне с британской администрацией, Сени отказался сделать это. Вместо этого он решил организовать движение сопротивления в Соединённых Штатах.
17 сентября 1945 года вернулся в Бангкок и в тот же день назначен первым послевоенным премьер-министром Таиланда, однако вошёл в противоречия с лоялистскими и народно-патриотическими силами, обвинявшими его в отрыве от таиландских реалий. Был активным участником кампании против премьер-министра Приди Паномионга.
С января 1946 по 1947 год — министр иностранных дел.

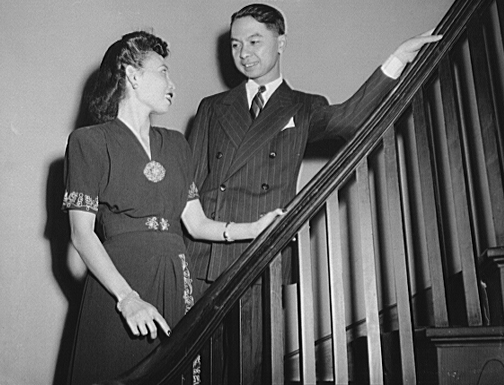
Сени Прамот с женой

В январе 1946 года стал одним из основателей и организаторов Демократической партии Таиланда (ДП), её вице-председатель, с 1968 года — председатель. Всегда был противником военных диктатур.
Депутат парламента в 1968—1976 годах.
После всеобщих выборов 1975 года — глава правоцентристского коалиционного правительства, просуществовавшего всего 27 дней. После выборов 4 апреля 1976 года — вновь глава коалиционного правительства, просуществовавшего почти полгода. Объявил амнистию, в результате которой в страну вернулся бывший военный диктатор Таном Киттикачон. Это событие стало поводом для многочисленных демонстраций и резкого внутриполитического обострения.
Утром 6 октября 1976 года, применив огнестрельное оружие, полиция взяла штурмом городок Тхаммасатского открытого университета, где более 5 тысяч студентов протестовали против возвращения Киттикачона. Вместе с полицией в погроме участвовали праворадикальные боевики. В результате кровопролития, продолжавшегося более шести часов, было убито около 50 (по некоторым данным, свыше 100) и ранено более 200 человек. Уже вечером этого дня правительство Сени Прамота было свергнуто в результате переворота, возглавленного «Национальным военным советом реформы государства» во главе с министром обороны адмиралом Сангадом Чалорью.
Позже работал адвокатом, устранившись от политической деятельности.

## Семья
Его младший брат, Кыкрит Прамот, также политик. В 1975 году сменил Сени Прамота на посту премьер-министра.